# Allegoria macabra
L'Allegoria macabra è un disegno a sanguigna su carta (31,9x50,1 cm) attribuito a Rosso Fiorentino, datato 1517 e conservato nel Gabinetto dei Disegni e delle Stampe degli Uffizi a Firenze. 

## Storia e descrizione
Un cartiglio retto dallo "scorticato" a destra riporta la data 1517, alla quale l'artista si era appena immatricolato nella compagnia dei pittori come maestro indipendente e iniziava a ricevere le prime commissioni importanti, come la Pala dello Spedalingo. 
Il carattere grottesco della rappresentazione, oltre che confermare la pratica dello studio anatomico dei cadaveri che in quegli anni iniziava a diffondersi anche a Firenze, avvalora anche l'episodio vasariano secondo cui il Rosso fosse solito disegnare figure "diaboliche", che tanto spaventarono Leonardo Buonafede, al punto da fargli rinunciare alla pala che aveva commissionato al pittore.
La scena, di difficile interpretazione, mostra uno scheletro alato al centro, probabilmente un'allegoria della morte, che mostra un libro aperto e conversa con un personaggio nudo e cadavericamente magro. Ai suoi piedi si trova uno scheletro sdraiato, attorno al quale una serie di figure si dispera, secondo l'iconografia del Compianto sul Cristo morto: a questi ultimi sembra diretto il gesto della morte, che mostrando ciò che è scritto (cioè inevitabile, ovvero la morte) rende vana la loro disperazione. Antonio Natali ha ipotizzato  che la scena illustri un brano del Vangelo di Matteo (27, 51-53) in cui si parla di come appena Cristo spirò la terra si scosse, si aprirono i sepolcri e i corpi dei sant'uomini resuscitarono entrando in Gerusalemme. 
A destra invece si assiepa un gruppo di figure, anziane e smunte, tra cui un vecchio barbuto che si appoggia a una lapide su cui si trova un'iscrizione. Ai lati infine si trovano due figure di "scorticati", uno di spalle e uno frontale col braccio destro disteso, che sembrano introdurre l'intera scena allo spettatore. 

## Stampe
Il disegno appare tradotto in stampa in due versioni, entrambe in controparte, di due differenti artisti, Marco Dente e Agostino Veneziano, ambedue incisori, nella bottega di Raffaello, insieme a Marcantonio Raimondi. 
La stampa di Agostino Veneziano, in due fogli, reca l'iscrizione "Agustinus Venetus de Musis faciebat 1518 AV" sulla lapide alla quale si appoggia il secondo personaggio da sinistra. Tale scritta attesta la paternità dell'opera e ascrive la sua creazione a un anno di distanza dal modello. L'autore crea un pesante sfondo nero, realizzato attraverso un pesante tratto incrociato, sul quale si stagliano i personaggi. Il suolo è scarno, con la presenza di una roccia centrale, e contribuisce insieme allo sfondo a sottolineare l'atmosfera tetra e lugubre.
La versione di Marco Dente pone i personaggi al di fuori di quelle che sembrano essere le mura di una città, sulle quali sulla sinistra possiamo vedere incisa una "R", probabile firma dell'autore. Sul restante sfondo c'è la presenza di rocce e rada e secca vegetazione. 